# 内田正偏
内田 正偏（うちだ まさゆき）は、江戸時代の大名。下野鹿沼藩の第3代藩主。小見川藩内田家3代。

## 生涯
元禄6年（1693年）、第2代藩主・内田正衆の長男・内田正勝の子として生まれる。翌年、父の死により嫡子となり、元禄12年（1699年）に正衆が死去したためその跡を継いだ。このとき、叔父の内田正長に1500石、同じく叔父の久世正広に500石を分与したため、鹿沼藩は1万3000石となった。
宝永6年（1709年）3月7日に叙任する。しかし享保9年（1724年）10月29日、狂気により妻女を傷つけてしまった罪を問われ、幕府より蟄居処分となった。江戸で見初めた町人の妻を正偏が鹿沼に連れて帰り、それを追って尋ねてきた父子を無礼と下の者に斬り捨てさせ、それから狂気に走るようになったという伝承がある。
家督は子の正親が継いだが、所領を3000石減らされた1万石で下総小見川藩に移された。
寛保3年（1743年）2月29日に死去した。享年51。

## 系譜
父母
- 内田正勝（父）
- 青山幸実の娘（母）

正室
- 毛利元次の娘

子女
- 内田正親（長男）生母は正室
- 平野長里（次男）生母は正室
- 富田知徳正室